# Temnopis martinezi
Temnopis martinezi är en skalbaggsart som beskrevs av Martins 1985. Temnopis martinezi ingår i släktet Temnopis och familjen långhorningar. Inga underarter finns listade i Catalogue of Life.